# Gia (multinacional)
Gia Clecim Press, más conocida simplemente como Gia, es una multinacional española  del sector de la extrusión de metales con sede en la ciudad española de Albacete.
Es uno de los grandes proveedores mundiales del sector de la extrusión de metales ofreciendo todos los productos que intervienen en el proceso de fabricación de la extrusión. Es la compañía líder de su sector en España y Europa, y tiene presencia en todo el mundo.
Gia fue fundada en Albacete en 1983. En 2006 adquirió la francesa Clecim Press, fundada como Chavanne-Brunn en 1857, pasando a denominarse así Gia Clecim Press.
Su sede central está situada en el Parque Empresarial Campollano de Albacete. Sus instalaciones ocupan una superficie de 40.000 m². Tiene más de 300 empleados.